# Tornik'e
Tornik'e (in alfabeto georgiano: თორნიკე, reso anche come Tornike) è un nome proprio di persona georgiano maschile.

## Origine e diffusione

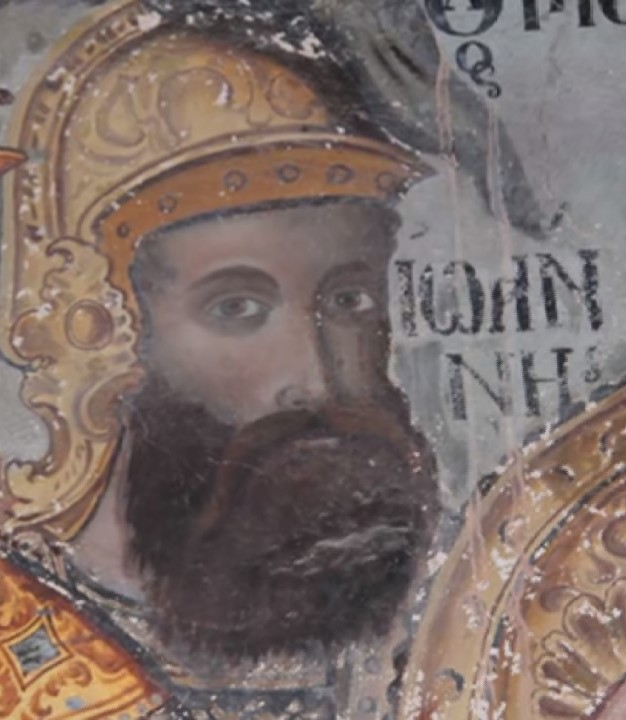
Tornikios

Si tratta della forma georgiana del greco Τορνικιος (Tornikios) o Τορνικης (Tornikes), che era il nome di un'importante dinastia bizantina di origine georgiana o armena, tra i cui membri figura Tornikios, un generale che si ritirò a vita eremitica fondando il monastero di Iviron. Etimologicamente, il loro cognome derivava forse dal vocabolo armeno թոռնիկ (tornik), un diminutivo di թոռն (torn) che vuol dire "nipote [di nonno]".

## Onomastico
Per gli ortodossi, l'onomastico può essere festeggiato il 12 giugno in memoria del già citato Tornikios, venerato come santo dalla Chiesa ortodossa georgiana. Per le altre confessioni il nome è invece adespota, e l'onomastico ricorre quindi il 1º novembre, giorno di Ognissanti.

## Persone
- Tornik'e Kipiani, cantante e compositore georgiano
- Tornik'e Okriashvili, calciatore georgiano
- Tornik'e Shengelia, cestista georgiano
- Tornik'e Tarkhnishvili, calciatore georgiano